# Міністр культури
Міністр культури (рідше — міністр спадщини) — посада кабінету міністрів в урядах. Міністр культури, як правило, відповідає за культурну політику, яка часто включає політику щодо сфери мистецтв (пряма та непряма підтримка митців та мистецьких організацій), заходи щодо захисту національної спадщини країни та культурного вираження країни чи субнаціонального регіону. Ця відповідальність зазвичай проявляється в супутньому міністерстві (також званому «департаментом»), який регулює наступне:
- офіційний реєстр захищених історичних місць та інших об'єктів культурного значення
- підтримка національних архівів культурних робіт, включно з публічними музеями, галереями і бібліотеками
- створення департаменту або міністерства культури або мистецтв
- створення рад мистецтв, які виділяють фінансування для митців та організації мистецтв
- надання фінансування митцям та установам мистецтв

У деяких країнах або субнаціональних юрисдикціях (наприклад, провінціях чи регіонах) міністр культури також може бути відповідальним за спорт, молодіжні проблеми або туризм (наприклад, у Японії чи Туреччині, Україні). У деяких випадках міністр культури також несе відповідальність за закордонні справи (наприклад, у Шотландії), освіту (наприклад Ісландія та Індонезія), науково-технічну політику та інновації (наприклад, Японія чи Угорщина), комунікації/ЗМІ (Сінгапур та Велика Британія), або географічну область, пов'язану з національною спадщиною (наприклад, Ірландія). 

## Термінологія
Міністр культури також може бути названий культурним міністром, міністром культурних справ, міністром мистецтв, міністром спадщини, секретарем культури чи державним секретарем культури.[джерело?]

## Зноски
1. ↑  НАКАЗ Про розподіл обов'язків між Міністром культури і мистецтв України, його першими заступниками та заступниками. ІПС ЛІГА:ЗАКОН - система пошуку, аналізу та моніторингу нормативно-правової бази. МІНІСТЕРСТВО КУЛЬТУРИ І МИСТЕЦТВ УКРАЇНИ. 20 лютого 2004. Процитовано 7 березня 2024.
2. ↑  Про тимчасовий розподіл функціональних обов'язків між першим заступником та заступниками Міністра культури і туризму України. ІПС ЛІГА:ЗАКОН - система пошуку, аналізу та моніторингу нормативно-правової бази. МІНІСТЕРСТВО КУЛЬТУРИ І ТУРИЗМУ УКРАЇНИ. 5 жовтня 2006. Процитовано 7 березня 2024.
3. 1 2  Japan minister survives no-confidence motion for alleged ties to religious group | NHK WORLD-JAPAN News. NHK WORLD (англ.). Процитовано 7 березня 2024.
4. ↑  Presidency Of The Republic Of Turkey : Mehmet Nuri ERSOY. www.tccb.gov.tr.
5. ↑  Minister for Culture, Europe and International Development. www.gov.scot (англ.). Процитовано 7 березня 2024.
6. ↑  Culture and Innovation minister pays tribute to Nobel Prize winner Katalin Karikó. About Hungary (англ.). 3 жовтня 2023. Процитовано 7 березня 2024.